# Arthur P. Ramirez
Arthur P. Ramirez (* 4. August 1956 in Amityville)   ist ein US-amerikanischer Festkörperphysiker.
Ramirez studierte Physik an der Yale University mit dem Bachelor-Abschluss 1978 und der Promotion 1984 mit einer Dissertation über die Thermodynamik von Solitonen in quasi-eindimensionalen Ferromagneten CsNiF3. Danach war er bis 2000 bei den Bell Laboratories. 2001 bis 2003 war er Gruppenleiter am Los Alamos National Laboratory und ab 2003 wieder an den Bell Labs als Direktor der Festkörperphysik. Er ist Professor für Physik und seit 2009 Dekan der Baskin School of Engineering an der University of California, Santa Cruz.
Neben geometrisch frustrierten Magneten wie Spin-Eis (und Magnetismus in niedrigdimensionalen Systemen) und Spin-Gläsern befasste er sich mit Hochtemperatursupraleitern (Identifizierung der Supraleitung in (La,Sr)2CuO4, Mitentdecker der Supraleitung in mit Kalium dotierten Fullerenen) und dem CMR-Effekt (Phasendiagramm von (La, Ca) MnO3). Außerdem befasste er sich mit Schwerfermionenmetallen, thermoelektrischen Kühlern, organischen Halbleitern und Multiferroika. An den Bell-Labs leitete er die Entwicklung eines Magnetometers basierend auf Mikro-Elektromechanischen Systemen (MEMS).
2011 erhielt er den James C. McGroddy Prize for New Materials für die intellektuelle Führungsrolle in der Identifizierung geometrisch frustrierter Magnete als wichtiger Klasse von Festkörpermaterialien. (Laudatio). Er ist Fellow der American Physical Society.